# Condado de Sanders
El condado de Sanders (en inglés: Sanders County), fundado en 1906, es uno de los 56 condados del estado estadounidense de Montana. En el año 2000 tenía una población de 10.227 habitantes con una densidad poblacional de una persona por km². La sede del condado es Thompson Falls.

## Geografía
Según la Oficina del Censo, el condado tiene un área total de 7226 km² (2790,0 mi²), de la cual 7154 km² (2762,2 mi²) es tierra y 73 km² (28,2 mi²) (1.00%) es agua.

### Condados adyacentes
- Condado de Lincoln - norte
- Condado de Flathead - noreste
- Condado de Lake - este
- Condado de Missoula - sureste
- Condado de Mineral - sur
- Condado de Shoshone - oeste
- Condado de Bonner - noroeste

## Demografía
En el 2000 la renta per cápita promedia del condado era de $26,852, y el ingreso promedio para una familia era de $31,340. En 2000 los hombres tenían un ingreso per cápita de $28,340 versus $17,630 para las mujeres. El ingreso per cápita para el condado era de $14,593. Alrededor del 17.20% de la población estaba bajo el umbral de pobreza nacional.

## Comunidades

### Ciudad
- Thompson Falls

### Pueblos
- Hot Springs
- Plains

### Lugares designados por el censo
- Dixon
- Heron
- Lonepine
- Niarada
- Noxon
- Old Agency
- Paradise
- Trout Creek